# Dinaw Mengestu
Dinaw Mengestu (Addis Abeba, Ethiopië, 30 juni 1978) is een Amerikaans schrijver van Ethiopische origine.

## Biografie
Dinaw Mengestu werd geboren in Ethiopië en groeide op in Illinois in de Verenigde Staten. Vanwege de burgeroorlog in het eerstgenoemde land, ontvluchtte zijn familie het land toen Mengestu twee jaar oud was. Mengestu studeerde Engels aan Georgetown University. In 2007 verscheen zijn debuutroman The Beautiful Thing That Heaven Bears. Nadien schreef hij nog twee boeken, waarvan de laatste verscheen in 2014. Daarnaast schreef Mengestu voor Rolling Stone over de burgeroorlog in Darfur en voor Jane Magazine over de conflict in het noorden van Oeganda.